# Roger Rommiée
Roger Rommiée (Hierges, 6 mei 1906 - Mariembourg, 28 januari 1958) was een Belgisch volksvertegenwoordiger.

## Levensloop
Bediende van beroep sloot Rommiée zich aan bij de Belgische Werkliedenpartij.
Van 1932 tot 1936 was hij gemeenteraadslid van Vaucelles en in 1946-47 was hij provincieraadslid voor de provincie Namen.
In december 1947 werd hij socialistisch volksvertegenwoordiger in opvolging van de overleden Jules Blavier. Hij vervulde dit mandaat tot aan zijn dood.